# Dani da Cruz Carvalho
Daniel da Cruz Carvalho, més conegut com a Dani, és un exfutbolista portuguès. Va nàixer a Lisboa el 2 de novembre de 1976. Ocupava la posició de davanter.

## Trajectòria
Va iniciar la seua carrera a l'Sporting Clube de Portugal, fent el seu debut a la lliga portuguesa 94/95, en un equip que comptava amb estrelles de la mida de Figo, Sá Pinto o el búlgar Balakov. Eixe any, els lisboetes guanyen la Taça de Portugal.
El gener de 1996 roman una breu estada al West Ham United FC de la Premier League. Amb el club de Londres hi va jugar nou partits i va marcar dos gols davant el Tottenham, però la seua temporada va finalitzar quan l'entrenador Harry Redknapp es va apartar per no acudir a un entrenament després d'una eixida nocturna. Posteriorment, recala a l'Ajax d'Amsterdam, on va tenir una discreta actuació.
L'any 2000 retorna breument al seu país per jugar amb el Benfica, i tot seguit, fitxa per l'Atlètic de Madrid. Els matalassers estaven a Segona Divisió. En aquesta categoria va gaudir de minuts, però al retornar a primera divisió, va passar a ser suplent, retirant-se el 2004.

## Selecció
Dani va ser internacional portugués en nou ocasions. Amb la selecció juvenil va participar en el Mundial de la categoria de 1995, celebrat a Qatar. L'any següent, acudeix amb la selecció olímpica als Jocs Olímpics d'Atlanta 1996.